# Município de Violet (condado de Fairfield, Ohio)
O município de Violet (em inglês: Violet Township) é um município localizado no condado de Fairfield no estado estadounidense de Ohio. No ano de 2010 tinha uma população de 38.572 habitantes e uma densidade populacional de 357,29 pessoas por km².

## Geografia
O município de Violet encontra-se localizado nas coordenadas 39° 52′ 44″ N, 82° 44′ 49″ O. Segundo a Departamento do Censo dos Estados Unidos, o município tem uma superfície total de 107.96 km², da qual 107.83 km² correspondem a terra firme e (0.12%) 0.12 km² é água.

## Demografia
Segundo o censo de 2010, tinha 38.572 habitantes residindo no município de Violet. A densidade populacional era de 357,29 hab./km². Dos 38.572 habitantes, o município de Violet estava composto pelo 84.01% brancos, o 10.21% eram afroamericanos, o 0.21% eram amerindios, o 2.38% eram asiáticos, o 0.04% eram insulares do Pacífico, o 0.57% eram de outras raças e o 2.58% pertenciam a duas ou mais raças. Do total da população o 2.1% eram hispanos ou latinos de qualquer raça.